# Buira (Bonansa)
Buira és un poble de parla catalana del terme municipal de Bonansa, pertanyent a la comarca de la Ribagorça, província d'Osca, comunitat autònoma d'Aragó. Comparteix nom amb el nucli també ribagorçà de Buira, del municipi de Sarroca de Bellera (Pallars Jussà).
Es tracta d'un nucli disseminat, situat a 1.180 m. d'altitud (aprox. segons els punts), en un coster damunt la riba dreta de la Noguera Ribagorçana, prop i al SW del Pont de Suert, a partir del qual s'accedeix.
L'origen del topònim Buira sembla relacionat amb el terme BOREAS (vent de tramuntana, del nord, del port, anomenat aire de port a la comarca) que citen diversos autors fent referència a Coromines¹.
Les referències històriques d'aquest nucli es remunten a l'any 1197 (1196, segons les fonts) – Martín Alvira Cabrer, Abad y Lasierra, Puig i Ferreté -), quan Arnau d'Erill en feu donació als frares del monestir de Lavaix: << Arnau d'Erill, sabiendo que va a morir, da al monasterio de Lavaix, al villa de Buira, en el termino de Iscles, con todos sus derechos y Servicios, quísties y plegarias, reteniendo aquí un Caballero >>.
L'església romànica, dita de Sant Hilari, però coneguda a la zona (i per la Diòcesi de Barbastre-Montsó també), com de Sant Josep (confusió relacionada probablement amb l'existència d'un antic pilaret dedicat a Sant Hilari a la rodalia, avui desaparegut), es va declarar Bien Catalogado del Patrimonio Cultural Aragonés l'any 2017. En ruïnes (amb intervencions de restauració 2015-2016), però molt interessant, depèn de la parròquia de Sirès. D'ella provenen el Frontal de Sant Hilari i la dita Arqueta de Buira, que avui s'exhibeixen a Museu Diocesà de Lleida. En el cas de l'Arqueta però, per la informació que es desprèn de la documentació² del seu ingrés al fons, el seu origen cal atribuir-lo clarament a la petita església de Sant Climent del nucli proper de La Torre de Buira, annex de la de Buira. Precisament, al segle xix Buira va formar un efímer municipi amb el seu agregat de la Torre de Buira.
Mes amunt de Buira i per una pista, es pot arribar a l'ermita de la Mare de Déu de la Mola, d'origen també romànic encara que totalment modificada posteriorment. Situada al cap del Tossal de la Mola (1.382 m. d'altitud) i origen de la talla d'una Verge del mateix nom del segle xiii, permet veure una excel·lent panoràmica del Pirineu Central i del cap de la Vall del Noguera Ribagorçana.